# La voz de la provincia

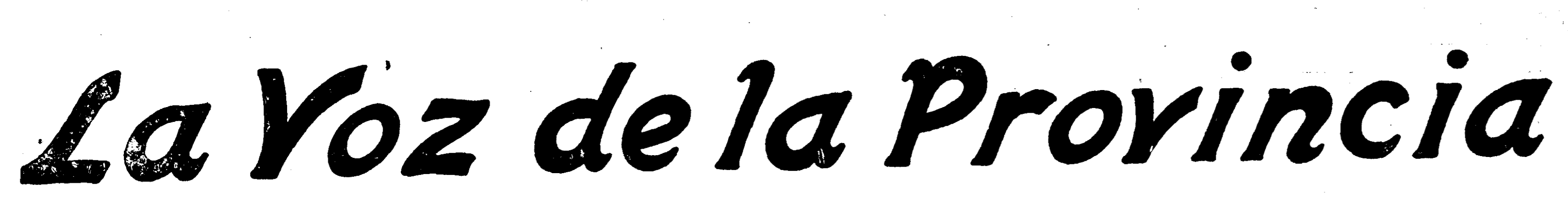
Capçalera de La Voz de la Província

La Voz de la Província va ser un diari que va començar a publicar-se el 1930 i es va dissoldre al 1931.

## Història
Aquest diari era de tendència monàrquica i d'ideari polític liberal. Per això, es dedicaven a informar dins l'àmbit parcial del Partit Liberal i d'identificació amb l'estat monàrquic. Els temes als que més atenció hi posaven eren els esdeveniments polítics en el procés de transició a la República. També parlen de política municipal i aspectes socials i culturals, religió, climatologia, espectales, oci i economia.

## Aspectes tècnics
La Voz de la Província constava de 8 pàgines amb excepcions de 2, 4 i 6 pàgines en alguns números. El seu format era de 48x32 cm i els titulars que s'incloïen eren bàsicament informatius i propagandístics. Tenia un preu de 10 cèntims el número i 2 pessetes el trimestre.

## Seccions i col·laboradors
Les seccions que es podien trobar a La Voz de la Província eren "Instrucción Pública", "Sección Oficial", "Boletín Oficial", "Voz de los pueblos", "Información de Tarragona", "Ecos Mundanos", "Ayuntamiento", "Agua pasada", "Visitas", "Servicio de Plaza", "hallazgos", "Audiencia Provincial", "Pagos de Hacienda", "Por telégrafo y teléfono", "Últimas noticias", "Escenarios y pantallas", "Religiosas", "Observaciones meterológicas", "Marítimas", "Cambios" i "La Voz de la Província en Reus".
Els col·laboradors habituals eren Antonio Cleofé, Luis Urbano, Borrell Tirso de Merina, Juan Carranza, Juan José Llorente i Marqués de Lozoya.

## Localització
- Biblioteca Hemeroteca Municipal de Tarragona.
- Premsa Digitalitzada Biblioteca Hemeroteca Municipal de Tarragona